# جوديت باردوس
جوديت باردوس (من مواليد 12 مايو 1988) هي ممثلة سلوفاكية من أصل مجري. هي ابنة السياسي جيولا باردوس والصحفية أغنيس باردوس. فازت بجائزة أفضل ممثلة في حفل جوائز الشمس في الشبكة لعام 2012 عن أدائها في فيلم البيت لعام 2011. حصلت على جائزة أفضل ممثلة مساعدة في جوائز الشمس في الشبكة عن دورها في خارج عام 2018.

## روابط خارجية
- جوديت باردوس في قاعدة بيانات الأفلام على الإنترنت